# Fehérorosz labdarúgó-szövetség
A Fehérorosz labdarúgó-szövetség (belarusz nyelven: Беларуская Фэдэрацыя Футбола, magyar átírásban: Belaruszkaja federacija futbola) Fehéroroszország nemzeti labdarúgó-szövetsége. A szövetség szervezi a fehérorosz labdarúgó-bajnokságot, írja ki és bonyolítja le a fehérorosz kupát, valamint működteti a felnőtt és az utánpótlás nemzeti válogatottakat.
A szövetség székhelye Minszkben található.